# Psychomyia weaveri
Psychomyia weaveri är en nattsländeart som beskrevs av Schmid 1997. Psychomyia weaveri ingår i släktet Psychomyia och familjen tunnelnattsländor. Inga underarter finns listade i Catalogue of Life.